# Cynomops paranus
Cynomope de Parana
Espèce
Statut de conservation UICN

 DD  : Données insuffisantes
Répartition géographique
Cynomops paranus, qui a pour nom commun Cynomope de Parana, est une espèce sud-américaine de chauves-souris de la famille des Molossidae.

## Description
Cynomops paranus est une petite chauve-souris, avec une longueur de tête et de corps entre 54 et 66 mm, une longueur d'avant-bras entre 29,9 et 36,3 mm, une longueur de queue entre 24 et 30 mm, une longueur de pied entre 9 et 10 mm, la longueur des oreilles entre 15 et 19 mm et une poids jusqu'à 15 g.
La fourrure est courte et veloutée. Une zone densément couverte de poils plus foncés que les membranes alaires est présente entre le bout de l'avant-bras, le poignet et le quatrième doigt. Les parties dorsales sont brun foncé à noirâtre avec des bases de poils plus clairs, tandis que les parties ventrales sont brunes. Le museau est large, surélevé et plat sur le dos, sans plis cutanés sur les lèvres et avec un menton large et arrondi. Les oreilles sont courtes, triangulaires, à bout arrondi, bien séparées les unes des autres et avec le bord antérieur replié vers l'avant. Le tragus est court, triangulaire et à large base, caché derrière l'antitragus, qui est large et carré avec des coins arrondis. Les ailes sont attachées postérieurement sur le tibia juste au-dessus des chevilles. La queue est longue et trapue, s'étendant plus de la moitié au-delà de la large membrane interfémorale.

## Répartition
L'espèce est présente en Colombie, au Venezuela, au Guyana, au Suriname, en Guyane, au nord de l'Équateur et au Pérou, au Brésil, au nord et à l'est de la Bolivie, au Paraguay et au nord-est de l'Argentine.

## Taxonomie
Cynomops paranus  est d'abord décrite comme une sous-espèce de Cynomops planirostris. Son trinôme était alors Molossus planirostris paranus (avant la distinction des espèces Cynomops et Molossus). En 1998, elle est distinguée de Cynomops planirostris et élevée à sa propre espèce, Cynomops paranus. En 1998, Simmons et Ross publient qu'elle est un synonyme de Cynomops milleri. Plus récemment, Cynomops milleri est considérée comme une espèce à part entière.